# Biblioteca Max Nettlau
La Biblioteca "Max Nettlau", aperta dal 1969 alla fine degli anni settanta, era un istituto fondato e curato dal principale storico del movimento anarchico di lingua italiana, Pier Carlo Masini, che aveva in tal modo reso disponibile al pubblico la propria collezione personale.
Si trattava di una raccolta altamente specializzata in storia del movimento operaio, socialista e libertario, ospitante materiali di ogni tipologia documentaria selezionati in base alla loro rarità: l'intento del curatore era quello di riunire per un pubblico di studiosi pezzi unici, rari o non comuni, salvati da probabile dispersione e difficilmente reperibili presso altri istituti di conservazione. La Biblioteca non aveva tardato ad affermarsi come luogo di passaggio, piacevolmente obbligato, per un'intera generazione di storici che in quegli anni andava affacciandosi allo studio dell'anarchismo.
La presentazione ufficiale della biblioteca avviene in occasione del "Convegno internazionale su Anarchici e anarchia nel mondo contemporaneo", promosso dalla Fondazione Luigi Einaudi di Torino nel dicembre 1969.
Masini illustra le peculiarità della sua iniziativa, caratterizzata non tanto come strumento di propaganda politica o come luogo esclusivamente interno all'area militante libertaria, quanto improntata al rigore metodologico e alla scientificità della ricerca storiografica. L'ambito d'interesse spazia su tutto quanto faccia riferimento ai movimenti di emancipazione: "quindi un ventaglio di movimenti e di interessi: libertà personale e di gruppo, libero pensiero e libero amore, amicizia e riconciliazione dei popoli, utopia e riforma, tolleranza di religione e di antireligione, revisione e dissenso, rivendicazione antiautoritaria e rivoluzione libertaria, vecchie bandiere come pacifismo, antimilitarismo, internazionalismo e nuove fiamme di contestazione, di eresia, di rifiuto, la antica e moderna suggestione di esperienze comunitarie autodirette, solidarietà e umanesimo, il discorso libertario riportato al centro della famiglia, della scuola, del partito, del sindacato, della chiesa. Tutto questo interessa alla biblioteca".
La Biblioteca Nettlau apre i battenti a Bergamo, città dove Masini si era trasferito da oltre un decennio, inizialmente alloggiata in un locale adiacente alla sede socialista e, a partire dal 1971, ospitata presso l'abitazione del curatore. Potevano accedere alla consultazione e al servizio di consulenza personalizzata, su appuntamento, tutti i soci in regola con il pagamento della quota annuale di mille lire. La qualifica di "socio benemerito" era riservata a quanti sostenevano la biblioteca con contributi economici o con donazioni di materiale librario e archivistico: l'agenda dei membri onorari raggiungerà la settantina di indirizzi, con diverse presenze bergamasche ma anche soci residenti in tutta la penisola, in Svizzera e negli Stati Uniti.
Tra 1969 e 1974 Masini compila e pubblica cinque numeri di un bollettino destinato ai soci, comprendente in gran parte cataloghi tematici del posseduto. Ogni numero è aperto da un riquadro con esplicitate in questi termini le finalità dell'istituto: "raccogliere, ordinare e conservare materiale bibliografico e archivistico raro e non comune, attinente ai movimenti di emancipazione sociale, civile e politica; aiutare studenti e studiosi nelle loro ricerche, promuovendo anche incontri di studio su temi specifici; pubblicare gli inventari delle proprie raccolte, guide bibliografiche e documenti".
Nel 1972 la "Biblioteca Nettlau", in veste di editore, dà alle stampe il Dossier Cafiero, un piccolo volume contenente parti inedite del manoscritto "Sulla rivoluzione" di Carlo Cafiero, rintracciato da Gian Carlo Maffei nel corso di ricerche per una tesi di laurea sugli anarchici italiani in Svizzera. Allo stesso tempo, Masini decide di limitare l'ambito di specializzazione dell'istituto al solo trentennio 1862-1892 (dalla fuga di Bakunin dalla Siberia alla scissione tra anarchici e socialisti al Congresso di Genova), scelta che consentiva una maggiore qualificazione permettendo di puntare all'acquisizione sistematica della saggistica corrente e al recupero di fonti a stampa e manoscritte.
Nel corso del 1974 Masini si trasferisce nelle campagne del bergamasco, alla "Secchia" di Palazzago (circa 20 km a nord di Bergamo), dove colloca anche i materiali della Biblioteca Max Nettlau: si conclude così la stagione di maggiore vitalità dell'istituto che, nonostante la disponibilità del curatore, va incontro ad un progressivo calo della fruizione pubblica per tornare ad essere a tutti gli effetti una biblioteca personale-privata.
La Biblioteca Max Nettlau non è diventata in seguito un'entità unica poiché lo stesso Masini, scomparso nel 1998, ha deciso di suddividere la raccolta per donarla a diversi istituti con i quali aveva forti legami di amicizia e collaborazione. I nuclei principali si possono quindi rintracciare presso la civica Biblioteca Angelo Mai di Bergamo (600 monografie e alcune riviste) e, soprattutto, presso la Biblioteca Franco Serantini di Pisa (469 libri, 667 opuscoli e 420 periodici e numeri unici) alla quale lo storico del movimento anarchico ha destinato anche il proprio archivio privato.